# Destruction Derby Raw
Destruction Derby Raw es un videojuego de carreras desarrollado por Studio 33 y publicado por Sony Computer Entertainment Europe en Europa y por Midway Games en Norteamérica para la PlayStation y es la cuarta entrega de la serie Destruction Derby lanzado en 2000.
Raw se agregó a PlayStation Platinum Range el 15 de febrero de 2002.

## Jugabilidad
Destruction Derby Raw tuvo una gran revisión en términos de jugabilidad, con velocidad y colisiones atenuadas en comparación con Destruction Derby 2. Esto hizo que la física y el manejo del coche parecieran más realistas. Los eventos clásicos de Destruction Derby también se han atenuado, haciéndolos más fáciles de completar (muchos consideraban que Destruction Derby 2 era muy difícil). Por lo general, las carreras y los derbis duran más ahora porque hay menos posibilidades de chocar un auto tan rápido.
Las paradas en boxes se eliminaron en las pistas, así como el comentarista y los perfiles de los competidores. El comentarista se volvió a agregar al sucesor de Raw, Destruction Derby Arenas, lo que convirtió a Raw en el único juego de la serie sin comentarista. Una adición notable a Raw fue el turbo boost, que le da una velocidad adicional temporal al jugador.
Aunque los puntos siempre fueron un elemento clave en la serie, "Raw" amplió el sistema de puntos con una cantidad mucho mayor de eventos para ganar puntos; los juegos anteriores se limitaban un poco a los giros. Cada 'evento' de punto también lleva un nombre propio único que se muestra en la pantalla cuando se logra. Se enumeran en la sección a continuación.
También ha habido un cambio en el motor de daños en Destruction Derby Raw. Un coche al que se le ha destrozado la parte delantera no se puede destrozar por completo a menos que el medidor de daños generales se llene hasta el tope. Podría decirse que esto hace que sea menos riesgoso golpear a otros con el parachoques delantero en comparación con Destruction Derby 2 y el primer Destruction Derby, donde un automóvil quedaría completamente destrozado con la parte delantera destrozada incluso si el resto del automóvil está en buenas condiciones Si bien parece que sobrevivir es más fácil en Raw, hay una trampa porque ahora, en los eventos de carrera, el jugador debe mantenerse con vida a pesar de todo, o de lo contrario no obtendrá puntos. Un cambio sutil en comparación con "DD2" es que los neumáticos ya no se pierden cuando se totaliza la parte trasera de un automóvil.
Destruction Derby Raw ya no usa un sistema de 'división' en sus modos de carrera, y tampoco tiene temporadas (este también fue el caso en Destruction Derby 64). En cambio, cada carrera se realiza individualmente. Raw también es el único juego de la serie donde los modos de carrera no tienen eventos derby, solo carreras. En Raw, el jugador siempre comienza una carrera en el puesto 20 (último).
Al igual que Destruction Derby 2 antes, Raw se inspiró mucho en los estadounidenses, pero esta vez se despojó del estilo de pistas de carreras de NASCAR a favor de un tema occidental/rural, con muchos coches basados en clásicos americanos. Esto se demuestra muy bien en los créditos FMV del juego, que mezclan ese tema con una presentación similar a una película muda.

### Sistema de puntos
Destruction Derby Raw nombró dos puntos diferentes que podrían ganarse: Crash Points, que se ocupa de la destrucción; y Race Points, que se ganan a partir de las posiciones en las carreras. La función de puntos de carrera le daría al jugador puntos extra, dependiendo de su posición en la carrera, similar a Wreckin' Racing en el juego Destruction Derby original.

#### Puntos de carrera
- En el modo Wreckin' Racing, la primera posición en la carrera obtiene 1000 puntos de carrera sumados a los puntos Crash. El segundo obtiene 900, el tercero obtiene 800, el cuarto obtiene 700, el quinto obtiene 600, el sexto obtiene 500, el séptimo obtiene 400, el octavo obtiene 300, el noveno obtiene 200 y el décimo obtiene 100 puntos de carrera. Por debajo del décimo lugar no obtiene puntos de carrera.
- En el modo Smash 4 $, todos los puntos totales que obtengas en cada evento se transferirán a dinero ($).

#### Puntos de choque
Todos los puntos de choque en el juego tienen nombres, como se muestra en el manual del juego. El manual también establece: "La puntuación individual más baja es de 10 puntos por un golpe menor, ¡pero puedes crear una carnicería combinada por hasta 1000 puntos!". El número máximo de puntos posibles es 9999, aunque esto es extremadamente difícil de alcanzar y podría decirse que solo es posible en los eventos Classic o Skyscraper. En los modos Batalla, los puntos se denominan "Puntos de batalla" al final de un evento.
A diferencia de Destruction Derby 2, atacar a los autos que se voltean ahora otorga puntos al jugador de forma normal.

## Modos de juego
Destruction Derby Raw tiene una gran variedad de modos de juego con varios recientemente introducidos, incluido un modo de juego en equipo y un evento estilo Destruction Derby en la parte superior de los edificios. Todos los modos de batalla admiten multijugador con pantalla dividida de hasta 4 jugadores. Los siguientes son los modos en el juego:

### Wrecking Racing
En Wrecking Racing, hay 25 pistas de carreras reales 'duras y extenuantes' para correr y demoler. El objetivo es destruir o "arruinar" a los otros competidores mientras corre, por lo que se ganan puntos, además de los puntos ganados por las carreras.
En casi todas las carreras, hay 19 competidores, aunque algunas carreras tienen 15 competidores.
Los puntos se ganan de acuerdo con la ubicación de la carrera, el ganador gana 1000 puntos, el primer finalista gana 900 puntos y así sucesivamente. No se ganan puntos de carrera si el jugador termina fuera del noveno lugar.
En cada carrera, hay una sección de 'puntos requeridos'. Esto significa que en cada carrera, hay un requisito de puntos. Solo aquellos jugadores que ganan más de la cantidad requerida de puntos en una carrera pasan de etapa.

### Smash 4 $
Smash 4 $ significa 'Smash for cash', un nuevo modo de carrera en el que hay que comprar y mejorar los coches. Este modo es el mismo que el Campeonato. El objetivo es recolectar dinero ganando carreras y luego usar ese dinero del premio para mejorar autos mejores y más rápidos para ganar autos más avanzados con los que competir.
Los coches de carrera deben ser comprados. Para empezar, no todos los vehículos son inmediatamente asequibles; el éxito en la carrera ganará recompensas con las que los jugadores podrán empezar a comprar vehículos más potentes. Las carreras se dividen en diferentes niveles de habilidad y diferentes tipos de autos, y las carreras más difíciles conllevan premios en metálico más altos.
Una vez que comienza un nuevo Campeonato, los jugadores deben equipar sus garajes con un coche. Durante el campeonato, los jugadores pueden adoptar la estrategia de agregar más autos a sus garajes con la posibilidad de mejorar cada auto de manera diferente. A continuación, pueden seleccionar el coche más adecuado para la próxima carrera. El coste de cada coche es directamente proporcional a su rendimiento. Para unirse a una carrera, el jugador debe seleccionar un automóvil que cumpla con el requisito mínimo de reparar todos los coches dañados.
El juego termina cuando todos los autos del jugador están destruidos y el jugador no tiene suficiente dinero para comprar otro corredor.

### Battle
Battle tiene el modo de demolición real y tiene un total de 4 modos de la siguiente manera:

#### Assault
Assault es el modo de equipo, con énfasis en proteger a tu compañero de equipo. Hay 2 vehículos por equipo y tu compañero es un Hummer blindado controlado por CPU, que son muy fuertes, pero también muy engorrosos.
El objetivo es evitar que los otros autos de la CPU ataquen a tu compañero de equipo, al mismo tiempo que tratas de reducir la velocidad del Hummer de tus oponentes. Se obtienen puntos extra cuando un jugador ayuda a su compañero a mantener una posición alta en la carrera por un período de tiempo (múltiplos de 5 segundos): 40 puntos por cada 5 segundos en el primer lugar; 30 puntos por el segundo; 20 para el tercero y 10 para el cuarto.
Los Hummers son difíciles de maniobrar y su velocidad puede ser difícil de controlar. Los jugadores pueden recurrir a colisiones frontales, pero esto causará daños a los vehículos; si se destruye un coche, un jugador ya no podrá ayudar a su compañero de equipo.

#### Skyscraper
El objetivo aquí, además de acumular puntos de la manera habitual, es que el jugador desvíe a los oponentes del techo de un rascacielos imponente.

#### Pass Da Bomb
Las bombas se repartirán al azar, con longitudes de mecha y fuerza explosiva variables, y el objetivo es pasarlas antes de que exploten. Se introduce una nueva bomba en la refriega siempre que haya más coches libres que bombas. El dispositivo con mayor potencial destructivo tiene 5 cartuchos de dinamita y la mecha más larga. Los puntos se otorgan por aferrarse a una bomba, por lo que los jugadores están motivados para retener una bomba durante el tiempo suficiente. Si un jugador obtiene una bomba determinada, aparecerá un ícono de dinamita y un temporizador de cuenta regresiva.

### Destruction Derby
Este modo es una carnicería total de automóviles. El jugador debe, en los tres modos, correr alrededor de una de las tres pistas de bowl infligiendo el mayor daño posible a los vehículos de los oponentes, mientras mantiene el suyo propio.

#### Armageddon
El jugador tiene 19 oponentes que intentan destruir su vehículo. El jugador debe permanecer con vida (sufriendo daños mínimos en su coche) durante el mayor tiempo posible con el temporizador haciendo clic.

#### Classic
Este es el modo clásico de demolición, en el que el jugador necesita golpear coches para obtener puntos.

#### Vampyre
En este modo, los jugadores obtienen puntos de sus oponentes a los que atacan. Los puntos se transfieren directamente desde el coche atacado.

## Desarrollo
Reflections Interactive, los desarrolladores de Destruction Derby y Destruction Derby 2, comenzaron a trabajar en el exitoso juego de acción y conducción Driver en 1998 y terminó su relación con Destruction Derby. Studio 33, con sede en Liverpool, obtuvo los derechos de desarrollo de Psygnosis para Destruction Derby 3 en 1999 (después de Formula One 99).
Psygnosis, parte de Sony Computer Entertainment (SCE), desapareció de América del Norte en 1999, pero a través de un acuerdo editorial con Midway Games, Raw también pudo ser lanzado en ese mercado. El mismo año vio el lanzamiento de Destruction Derby 64, desarrollado bajo licencia de Psygnosis. Destruction Derby Raw fue uno de los últimos juegos en incluir el nombre de Psygnosis, ya que la empresa se integró por completo en SCE Europa y cambió su nombre a Studio Liverpool.
Los dos predecesores de PlayStation tuvieron ventas de platino y Raw continuó con este éxito una vez más. Se agregó a Platinum Range/Greatest Hits de PlayStation el 15 de febrero de 2002.

## Recepción
El juego recibió críticas "promedio" según el sitio web de ragregación de reseñas Metacritic. Chet Barber de NextGen, sin embargo, dijo que el juego era "exactamente igual que los dos primeros de la serie, pero con algunos problemas nuevos incluidos".